# 681. pr. Kr.
◄ | 8. stoljeće pr. Kr. | 7. stoljeće pr. Kr. | 6. stoljeće pr. Kr. | ►
◄ | 710-ih pr. Kr. | 700-ih pr. Kr. | 690-ih pr. Kr. | 680-ih pr. Kr. | 670-ih pr. Kr. | 660-ih pr. Kr. | 650-ih pr. Kr. | ►
◄◄ | ◄ | 684. pr. Kr. | 683. pr. Kr. | 682. pr. Kr. | 681 pr. Kr. | 680. pr. Kr. | 679. pr. Kr. | 678. pr. Kr. | ► | ►►
Astronomija

## Događaji
- U Asiriji kralja Sanheriba ubijaju njegova dva sina i na asirijskom prijestolju nasljeđuje ga Asarhadon.